# 피인용지수
피인용지수 혹은 영향력 지수, 임팩트 팩터 (Impact factor, IF)는 학술 잡지의 영향력을 재는 지표 중 하나이다. 1955년 미국의 언어학자 유진 가필드 (Eugene Garfield)에 의해 고안되었다.저널의 중요도 혹은 영향력을 가늠하는데 있어 다양한 지표들이 활용되고 있다. 그중 가장 많은 지표로 활용되는것이 임팩트 팩터(Impact factor)이다. 임팩트 팩터의 숫자가 높을수록 특정 저널이 얼마나 영향력이 있고, 얼마나 많이 인용되고 있는지 쉽게 파악할 수 있다. 또한 논문을 투고 할 저널을 선정하는 데에 큰 도움이 된다.
```
임팩트 팩터는 저널 평가 목적으로 가장 널리 사용되고 있는 지표이지만, 그 한계에 대한 우려의 목소리 또한 높다.
```

## 정의
특정 학술지의 피인용지수는 특정 기간 동안 그 학술지에 게재된 논문의 갯수와 피인용 수에 의해 결정된다. 본질적으로는 그 학술지에 실린 논문들의 피인용 횟수의 평균을 뜻한다.
```

  

    

      

        

          
피 인 용 지 수 

        

        
=

        

          

            
학 술 지 에  실 린  논 문 이  다 른  논 문 에  인 용된  횟 수 

            
학 술 지 에  실 린  논 문 의  총  수 

          

        

      

    

    
{\displaystyle {\text{피 인 용 지 수 }}={\frac {\text{학 술 지 에  실 린  논 문 이  다 른  논 문 에  인 용된  횟 수 }}{\text{학 술 지 에  실 린  논 문 의  총  수 }}}}

  

```

같은 학술지더라도 측정 기간을 얼마로 하느냐에 따라 피인용지수의 값이 달라질 수 있다. 일반적으로는 최근 2년 간의 데이터를 사용하나, 경우에 따라 3년 또는 5년으로 사용하는 경우도 있다. 예를 들어, 미국의 과학 잡지인 사이언스의 2014년 피인용지수는 33.61, 5년간 피인용지수는 35.26이다.
이는 2012, 2013년 두 해 동안 사이언스에 실린 논문들이 평균 33.61회 인용되었음을 의미하고, 2009년-2013년의 5년 동안 사이언스에 실린 논문들이 평균 35.26회 인용되었음을 의미한다.

## 역사
1955년 피인용지수의 개념이 처음 제시된 후 1960년 유진 가필드에 의해 미국 과학정보연구소 (Institute for Scientific Information, ISI)가 설립되었다. 이 단체는 1964년 SCI를 처음 출시하면서 효과적인 피인용지수 집계가 가능하도록 하였다.
이후 1992년 ISI가 캐나다의 톰슨 사에 인수되고, 다시 톰슨 로이터를 거쳐 클래리베이트 애널리틱스로 2018년 독립하게 되면서 이 곳 산하의 Web of Science에서 매년 피인용지수를 집계하고 있다.

## 적용
피인용지수는 같은 학문 분야의 비슷한 주제를 다루는 저널을 서로 비교할 수 있게 정보를 전달하는 역할을 한다. 숫자가 높다고 하여 더 좋은 학술지이거나 한 것은 아니며, 서로 다른 학문을 비교하는 것도 큰 의미가 없다.

## 비판
피인용지수는 단순히 저널의 정보를 전달하는 것이 목적이지 저자나 저널에 실린 특정 논문에 대한 분석 정보를 주려는 목적이 아니다.
특히 학술지의 피인용지수가 개별 논문에 대한 평가 잣대가 될 수 없다는 논란으로 인해 피인용지수 사용을 철회하는 경우도 발생하였다.
또한 인용 수가 많은 리뷰 논문으로 인한 피인용지수의 과대 평가나, 자기 학술지에 실린 논문을 새로이 투고하는 논문의 참고 문헌으로 이용하는 자기인용 등의 문제점으로 인해 신뢰도가 떨어질 수 있다.

## 같이 보기
- h-index
- 인용
- 과학계량학